# Тёя
Тёя (хак. Тӧӧ) — река на юге Аскизского района Хакасии, левый приток реки Таштып, впадающей в Абакан.
Длина 98 км, площадь бассейна 940 км². Исток — в центральной части Абаканского хребта, на восточной окраине посёлка Вершина Тёи. Устье — в 1 км южнее устья реки Есь. Имеет около 15 притоков. Режим реки подчиняется общим закономерностям территории. Среднегодовой расход воды (гидропост села Сакеев) составляет 5,75 м³/с. Около села Верхняя Тёя на реке имеется каскад прудов. В нижней части долины вдоль русла проходит автодорога. Деревня Нижняя Тёя расположена на правом берегу реки Тёя, на высоте около 435 м над уровнем моря.

## Притоки
- 36 км: река Лырса
- 44 км: река Бейка
- 56 км: река Базан
- 75 км: река Тюльбер

## Данные водного реестра
По данным государственного водного реестра России относится к Енисейскому бассейновому округу, водохозяйственный участок реки — Енисей от Саяно-Шушенского г/у до впадения реки Абакан, речной подбассейн реки — Енисей между слиянием Большого и Малого Енисея и впадением Ангары. Речной бассейн реки — Енисей.